# جو کره ماه

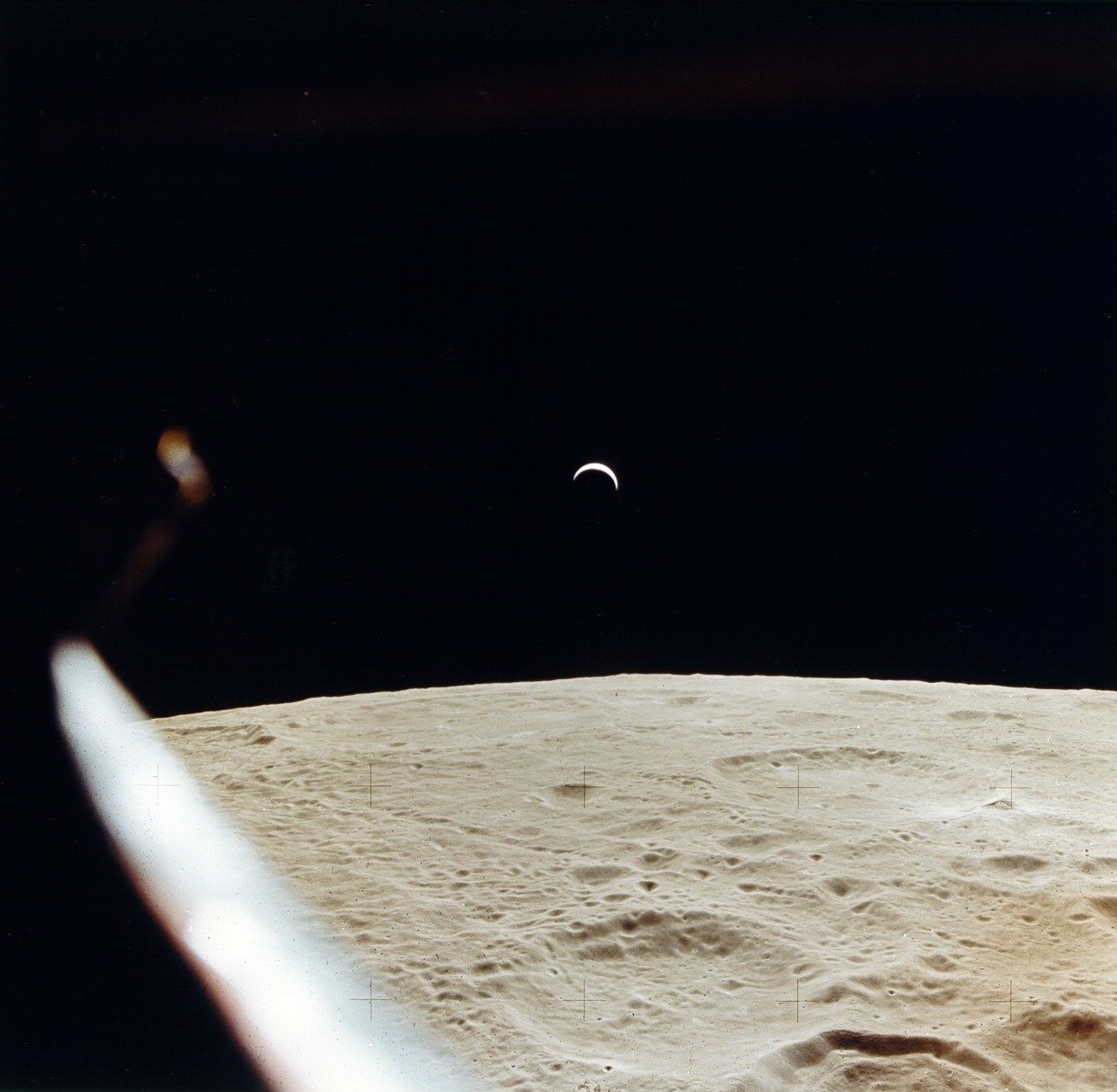
طلوع زمین آن‌طور که در جو ماه دیده می‌شود. عکسی از آپولو ۱۵.

جو کره ماه نسبت به جو زمین بسیار رقیق و ناچیز است.
یکی از منابع تشکیل جو در کره ماه، تراوش گازها است. گازهایی هم‌چون رادون و هلیوم که از فروپاشی رادیواکتیو درون پوسته و جبه ماه پدید می‌آیند به آسمان ماه تراوش می‌کنند و به ساخت جو ماه کمک می‌کنند.
دیگر خاستگاه‌های تشکیل جو ماه، بمباران سطح ماه توسط ریزشهاب‌ها، پدیدهٔ باد خورشیدی و تابش آفتاب است که در فرایندی به نام کَند و پاش باعث رهاسازی گاز در جو می‌شوند.
گازهای رهاشده به‌وسیلهٔ فرایند کندوپاش یا:
- توسط گرانش کره ماه دوباره به درون خاک و سنگ‌پوشه regolith ماه کشیده می‌شوند.
- یا تحت فشار تابش خورشیدی به فضا می‌روند یا اگر این گازها یونیده شده‌باشند، میدان مغناطیسی باد خورشیدی آن‌ها را با خود می‌برد.

در جو ماه عناصر سدیم و پتاسیم با بهره‌گیری از روش‌های طیف‌بینی زمینی یافت شده‌است. هم‌چنین از بررسی داده‌های دریافتی از طیف‌سنج ذرات آلفای فضاپیمای جوینده ماه وجود رادون-۲۲۲ و پولونیوم-۲۱۰ در جو ماه دیده شده‌است.